# 塞萨尔·巴尔德斯
塞萨尔·巴尔德斯·洛佩斯（西班牙語：César Valdés López，1942年4月26日—），古巴男子篮球运动员。他曾代表古巴国家队参加1968年夏季奥林匹克运动会篮球比赛，获得第十一名。